# Stresslinux
Stresslinux – dystrybucją bazową jest openSUSE. System został zaprojektowany do testów wydajnościowych komputera. Podczas których m.in. sprawdza moc sprzętu, stabilność pracy podczas dużego obciążenia.